# Alfons Huber
Alfons Huber (Fügen, 1834. október 14. – Bécs, 1898. november 23.) osztrák történész, a Magyar Tudományos Akadémia tagja.

## Életpályája
Az egyetemet Innsbruckban végezte, ahol különösen Ficker vezetése alatt sajátította el a kritikai módszert. 1859-ben ugyanott a történelemtudomány  magántanára, 1863-ban pedig rendes tanára lett. 1887-ben Bécsbe hivták az osztrák történet tanszékére és a szeminárium vezetésére.

## Művei
- Die Waldstätte Uri, Schwyz u. Unterwalden bis zur festen Begründung ihrer Eidgenossenschaft (Innsbruck 1861);
- Geschichte der Vereinigung Tirols mit Österrich (uo. 1864);
- Gesch. des Herzogs Rudolf IV. von Österrich (1865);
- Die Zeit der ersten Habsburger (1866);
- Rudolf v. Habsburg vor seiner Thronbesteigung (1870);
- Untersuchungen über die Müzzgesch. Österreichs (1871). Miután Böhmer hagyatékából a Fontes rerum Germanicarum IV. kötetét (1868., pótkötetét 1892), továbbá 1877. a Regesten des kaiserreichs unter Karl IV. c. kútfőpublikációt tette közzé (pótkötet 1889): arra a feladatra vállalkozott, hogy megirja Perthes vállalata számára az osztrák-magyar monarchia történetét, mely célból nemcsak beható levéltári kutatást végzett, hanem nyelvünket is elsajátította. Előbb előmunkálatainak eredményét közölte a bécsi Archiv für Österr. Geschichtében, mint a Studien zur Geschichte Ungarns (1883);
- Ludwig I. von Ungarn und die ungar. Vasallenländer (1884);
- Die Gefangennehamung der Königinnen Elisabeth u. Marie und die Kämpfe König Sigismunds mit den Türken (1885). Azután magát a nagyszabásu munkát adta ki: Geschichte Österreichs, melyből 1885-95-ig összesen 4 kötet jelent meg. A III. és IV. kötetnek nehány vitás részletéről külön is értekezett a nevezett helyen, ilyen a Die Kriege zwischen Ungarn u. den Türken 1440-43 (1886);
- Die Eroberung Siebenbürgens durch Kaiser Ferdinand I. im Jahre 1551 u. Bruder Georgs Ende (1889) és Die Verhandlungen Ferdinands I. mit Isabella 1551 (1891) c. dolgozat. Közben a kulturtörténetből ölelt fel egy-egy témát, amilyen az Aus dem Leben eines Professors der Medizin c. értekezés (Tichtl bécsi orvosról, Hist. Taschenbuch, 10. köt., 1890), Biographie Miklossich's, Birk's u. Bauernfelds (Bericht über die phil.-hit. Klasse der Wiener Akad 1891); és a Studien über die finanziellen Verhältnisse unter Ferdinand I. c. értekezés (Mitteilungen des Instituts für österr. Gesch., V. pótkötet, 1892). Pauler Gyula művét: A magyar nemzet története az Árpádok korában, eredetiben olvasta és arról a Századokban (1894, 338. l.) bírálatot is közölt. Huber az Österreichische Reichsgeschichte (Bécs, 1895) c. művében hazánk történetét is elmondja, és különösen az újabb átalakulásokról elfogulatlanul nyilatkozik.

## Tagságai
Huber a bécsi, több más külföldi tudományos akadémiának tagja volt;
- a Magyar Tudományos Akadémia külső[7] tagjává választották 1893. május 12-én.[8]
- a Magyar Történelmi Társulat tagja volt.

## Művei magyar nyelvű fordításai
- Ausztria története, 1-3.; átdolg. Baróti Lajos, átnézte Pauler Gyula; MTA, Bp., 1899–1901 (A Magyar Tudományos Akadémia Könyvkiadó Vállalata-sorozat)